# نهر الأين
نَهْرُ الأَيْن (بالفرنسية: l'Aisne 
تنطق بالفرنسية: [l‿ɛːn]
) هو نهر يقع في شمال فرنسا، وهو الرافد الأيسر لنهر الواز، وأعطى اسمه لإقليم أين. وعرف في العصر الروماني باسم أكسونا Axona.